# مقاطعة إدمونسون (كنتاكي)
مقاطعة إدمونسون (بالإنجليزية: Edmonson County)‏ هي إحدى المقاطعات في ولاية كنتاكي في الولايات المتحدة الأمريكية.